# Kameralamt Spaichingen
Das Kameralamt Spaichingen war eine Einrichtung des Königreichs Württemberg, die im Amtsbezirk Besitz und Einkommen des Staates verwaltete. Es bestand von 1807 bis 1922. Es befand sich von 1807 bis 1843 in Rottenmünster und von 1843 bis 1922 in Spaichingen.

## Geschichte
Das Kameralamt wurde im Rahmen der Neuordnung der Staatsfinanzverwaltung im Königreich Württemberg geschaffen. 
Durch Verordnung vom 6. März 1843 hat das Kameralamt Spaichingen die Orte Böttingen, Bubsheim, Dürbheim, Egesheim, Königsheim, Mahlstetten, Nusplingen, Obernheim und Reichenbach sowie das Forstrevier Talheim vom Kameralamt Wurmlingen übernommen und die Orte Mühlhausen, Trossingen und Weigheim dagegen an dieses abgetreten.
Das Kameralamt in Spaichingen befand sich im Haus Balgheimer Str. 1, das bis Ende 2020 als Hotel genutzt wurde.